# Kanton Morne-à-l’Eau-2
Der Kanton Morne-à-l’Eau-2 war ein französischer Wahlkreis im Übersee-Département Guadeloupe im Arrondissement Pointe-à-Pitre. Er umfasste einen Teil der Gemeinde Morne-à-l’Eau.